# Felsted
 Denne artikel omhandler en landsby i Sønderjylland. Opslagsordet har også en anden betydning, se Felsted (Essex).
Felsted er en by i Sønderjylland med 1.074 indbyggere  (2024), beliggende 6 km sydøst for Stubbæk, 12 km nordvest for Gråsten, 23 km nordvest for Sønderborg og 11 km sydøst for Aabenraa. Byen hører til Aabenraa Kommune og ligger i Region Syddanmark.
Felsted hører til Felsted Sogn, og Felsted Kirke ligger i den sydlige ende af byen.

## Faciliteter
Felsted Centralskole har ca. 40 medarbejdere og 324 elever, fordelt på 0.-9. klassetrin i 1 spor op til 6. klasse og 2-3 spor længere oppe, hvor skolen også får elever fra Varnæs og Kliplev. Den tyske privatskole har undervisning på både tysk og dansk til 6. klasse, hvorefter eleverne kan komme i tysk privatskole i Aabenraa eller Sønderborg. Den danske børnehave Bakkehuset har en småbørnsgruppe for 0-2 år og 3 børnehavegrupper. Byen har også en tysk tosproget børnehave med vuggestue.
Ved siden af centralskolen ligger Felstedhallen, der blev indviet 1. september 1983 og har mødelokaler og motionscenter. Der er i nærheden anlagt boldbaner hvor der er placeret en bålhytte tæt på, legepladser, udendørs tennisbaner og petanque-baner. I den sydlige ende af byen ligger parken Moselunden med bl.a. en legeplads og en Krolf-bane.
Felsted Forsamlingslokaler har plads til 150 mennesker, fordelt på krostue, lille sal og store sal. Byen har lægehus, bibliotek, supermarked, tankstation med kiosk, grillbar, autoværksted og maskinhandel.

## Historie
Felsteds beliggenhed omgivet af vandløb, har givet byen navnet (Veddel-stede = vade-sted/overkørsels-sted).
Felsteds historie går over 1.000 år tilbage. Landsbyens gårde lå tæt op ad hinanden på begge sider af de to eneste gader indtil 1784, hvor jorden blev udskiftet og de fleste gårde blev flyttet ud på de omkringliggende marker.

### Damms Gård
Damms Gård lå midt i landsbyen og har også fungeret som smedje og kro. Kroen havde en kørestald, hvor de rejsende kunne parkere deres vogne og give hestene både et hvil og noget foder.
Felsted fik trinbræt med sidespor (tysk: Haltestelle) på Aabenraa Amts Jernbaners linje Aabenraa-Gråsten 1899-1926. Perronen blev lagt over for Damms Gård. Gårdens stråtag blev skiftet ud med fast tag på grund af brandfaren fra damplokomotivets flyvende gnister.
Som del af fornyelsen i Felsteds bymidte blev Damms Gård købt af kommunen. Udhusene bagved blev fjernet, og hovedbygningen blev gennemgribende restaureret med støtte fra Mærskfonden, EU-midler til udvikling i landdistrikter og kommunen selv. Gården blev taget i brug som medborgerhus i marts 2014.

### Mindesten
I et lille anlæg ved Damms Gård står en sten, der blev afsløret 15. juni 1930 til minde om Genforeningen i 1920 på 10-årsdagen for den. På bagsiden er årstallet 1945 tilføjet til minde om Befrielsen.

### Kommunen
Ved kommunalreformen i 1970 indgik Felsted Sogn sammen med Kliplev Sogn og Varnæs Sogn i Lundtoft Kommune med Felsted som kommunesæde. Ved kommunalreformen i 2007 blev Lundtoft Kommune en del af Aabenraa Kommune, hvor Felsted er blevet områdecenter for den østlige del. Kommunens korps af primært fleks- og seniorjobbere, der udfører serviceopgaver for institutioner og foreninger, blev oprettet i 2013 og fik i 2015 hjemsted i Felsted.